# Chileense parlementsverkiezingen 1953
De Chileense parlementsverkiezingen van 1953 vonden op 1 maart van dat jaar plaats. In de Kamer van Afgevaardigden werd de Partido Agrario Laborista de grootste en in de Senaat werd de Partido Liberal de grootste.

## Uitslagen
| Partij                               | Stemmen   | Percentage | Zetels | Verschil |
| ------------------------------------ | --------- | ---------- | ------ | -------- |
| Partido Agrario Laborista            | 118.483   | 15,2       | 26     | +12      |
| Partido Radical                      | 103.650   | 13,3       | 18     | –16      |
| Partido Liberal                      | 84.924    | 10,9       | 23     | –10      |
| Partido Conservador Tradicionalista  | 78.833    | 10,1       | 16     | +14      |
| Partido Socialista Popular           | 68.218    | 8,8        | 20     | +14      |
| Partido Socialista                   | 41,676    | 5.3        | 9      | +4       |
| Unión Nacional de Independientes     | 39.877    | 5,1        | 5      | —        |
| Partido Democrático del Pueblo       | 31.961    | 4,1        | 5      | +4       |
| Partido Conservador Social Cristiano | 33.332    | 4,3        | 2      | –29      |
| Movimiento Nacional Ibañista         | 28.976    | 3,7        | 6      | —        |
| Falange Nacional                     | 22,353    | 2.9        | 3      | 0        |
| Partido Nacional Cristiano           | 21.381    | 2,7        | 4      | —        |
| Movimiento Nacional del Pueblo       | 19.238    | 2,5        | 1      | —        |
| Partido Radical Doctrinario          | 17.882    | 2,3        | 3      | +3       |
| Partido Democrático                  | 11.570    | 1,5        | 1      | +1       |
| Partido Laborista                    | 8.171     | 1,0        | 1      | +1       |
| Partido Agrario                      | 8.125     | 1,0        | 2      | —        |
| Partido de Unidad Popular            | 2.344     | 0,3        | 1      | —        |
| Andere partijen                      | 38,627    | 4.9        | 1      | –        |
| Ongeldige stemmen/blanco stemmen     |           | –          | –      | –        |
| Totaal                               | 779.621   | 100        | 147    | 0        |
| Kiesgerechtigden/opkomst             | 1.100.027 |            | –      | –        |
| Bron: Nohlen                         |           |            |        |          |

### Senaat
- 25 van de 45 zetels verkiesbaar

| Partij                               | Stemmen | Percentage | Zetels |
| ------------------------------------ | ------- | ---------- | ------ |
| Partido Radical                      | 59.270  | 17,6       | 4      |
| Partido Agrario Laborista            | 55.775  | 16,6       | 3      |
| Partido Liberal                      | 42.993  | 12,8       | 5      |
| Partido Conservador Tradicionalista  | 41.278  | 12,3       | 4      |
| Partido Socialista Popular           | 31.608  | 9,4        | 3      |
| Movimiento Nacional Ibañista         | 29.861  | 8,9        | 2      |
| Partido Conservador Social Cristiano | 19.123  | 5,7        | 0      |
| Movimiento Nacional del Pueblo       | 17.138  | 5,1        | 1      |
| Unión Nacional de Independientes     | 11.342  | 3,4        | 1      |
| Movimiento Nacional del Pueblo       | 10.556  | 3,1        | 1      |
| Acción Renovadora de Chile           | 6.915   | 2,1        | 0      |
| Partido Democrático                  | 3.840   | 1,1        | 0      |
| Falange Nacional                     | 3.276   | 1,0        | 0      |
| Partido Radical Doctrinario          | 1.230   | 0,4        | 0      |
| Partido Laborista                    | 205     | 0,1        | 0      |
| Onafhankelijken                      | 18      | 0.0        | 0      |
| Ongeldige stemmen/blanco stemmen     |         | –          | –      |
| Totaal                               | 336.359 | 100        | 25     |
| Kiesgerechtigden/opkomst             | 484.064 |            | –      |
| Bron: Nohlen                         |         |            |        |

Totale samenstelling Senaat
| Partij                                         | Zetels |
| ---------------------------------------------- | ------ |
| Liberal                                        | 13     |
| Conservador (Tradicionalista)/Social Cristiano | 7      |
| Radical                                        | 10     |
| Agrario Laborista                              | 4      |
| Nacional Ibañista                              | 3      |
| Unión Nacional de Independientes               | 1      |
| Socialista                                     | 1      |
| Socialista Popular                             | 4      |
| Falange Nacional                               | 1      |
| Democrático del Pueblo                         | 1      |
| Totaal                                         | 45     |